# Peachoid
De Peachoid (ook bekend als Mr. Peach of The Moon over Gaffney) is een watertoren langs Interstate 85 in Gaffney in de staat South Carolina. De watertoren heeft de vorm van een perzik en is in 1981 gebouwd door de Chicage Bridge & Iron Company in opdracht van de Gaffney Board of Public Works. Het idee van een watertoren in de vorm van een perzik is bedacht door Jack Millwood, een lid van die raad. Het ontwerpen en bouwen van de Peachoid duurde vijf maanden. De watertoren staat op een 4500 ton wegend betonnen fundament. Om de Peachoid meer op een perzik te laten lijken heeft deze ook een blad. Dat blad is met de watertoren verbonden met een 3,5 meter lange stengel en het blad zelf weegt zeven ton. De Chicage Bridge & Iron Company verfde de basis van de Peachoid bruin, de bol geel en het blad groen. Kunstenaar Peter Freudenburg verfde daaropvolgend de bol opnieuw om hem op uit de buurt afkomstige perziken te laten lijken. Peter Freudenburg gebruikte meer dan 20 kleuren verf. De Peachoid is twee keer overgeverfd en zal volgens planning ook in de herfst van 2014 worden overgeverfd, omdat de verflaag door de koude winter van 2013/14 werd beschadigd.

## Trivia
- De Peachoid kwam voor in een aflevering van de dramaserie House of Cards. De hoofdpersoon Francis Underwood, een whip van de Democratische Partij, dreigde te worden aangeklaagd, nadat een tienermeisje door een ongeluk kwam te overlijden, toen zij een sms stuurde naar haar vriendje over de watertoren. Underwood zou schuldig zijn, omdat hij in de serie besloten had de toren niet te laten slopen.[2] Ook hing in de serie een foto van de Peachoid in zijn kantoor. In 2013 postte de acteur die Francis Underwood speelde, Kevin Spacey, als reactie op zijn nominatie voor een Emmy Award een foto van zichzelf en zijn hond voor de Peachoid op Twitter.[3]
- De in 1992 gebouwde Peach Water Tower in Clanton, een plaats in Alabama, heeft een soortgelijk ontwerp.[4]